# Women’s Suffrage Movement
Women’s Suffrage Movement (WSM) var en organisation för kvinnors rättigheter i Bahamas, grundad 1951. Syftet var att driva kampanj för kvinnlig rösträtt. Det var den första av de två stora föreningar som drev denna kampanj på Bahamas 1951-1961. 
Bahamas var en brittisk koloni fram till 1964. Storbritannien införde kvinnlig rösträtt 1918, men Bahamas inkluderades inte i reformen. 
När Rufus Ingraham förlorade valet på Bahamas 1949 drog hans hustru, affärskvinnan och frimuraren Mary Ingraham, slutsatsen att han hade haft en chans att vinna om kvinnorna hade haft rätt att rösta, och påbörjade en kampanj för kvinnlig rösträtt tillsammans med läraren Mabel Walker, som var frimurare och ordförande för Civil Liberties Committee of the Curfew Elks Lodge. De bildade en förening 1951, Women’s Suffrage Movement (WSM), och Mary Ingraham valdes till dess ordförande; bland dess andra medlemmar fanns Georgianna Symonette och Eugenia Lockhart. De samlade över 500 namn i en namninsamling till stöd för reformen, och en första petition lämnades in till parlamentet, House of Assembly, genom Dr CR Walker 1952.
En andra petition lades fram av Sir Gerald Cash 1958. September 1958 förenades Bahamas kvinnoföreningar under National Women's Council, grundad av Doris Johnson med Erma Grant Smith som ordförande och frun till Sir Dudley Russell som dess vice ordförande, och antog rösträtten som en prioriterad fråga. Samma år fick frågan stöd av Progressive Liberal Party (PLP), och 19 januari 1959 höll Dame Doris Johnson ett uppmärksammat tal till parlamentet till stöd för frågan.